# Puchar Macedonii Północnej w piłce siatkowej mężczyzn (2021)
Puchar Macedonii Północnej w piłce siatkowej mężczyzn 2021 (oficjalnie: Куп на ОФМ мажи 2021 lub Одбојкарски куп на Македонија мажи 2021) – 28. sezon rozgrywek o siatkarski Puchar Macedonii Północnej zorganizowany przez Macedoński Związek Piłki Siatkowej (Одбојкарска федерација на Македонија, ОФМ). Zainaugurowany został 3 lutego 2021 roku.
W rozgrywkach o Puchar Macedonii Północnej wzięło udział 10 drużyn z I ligi. Rozgrywki składały się z 1/8 finału, ćwierćfinałów oraz turnieju finałowego, w ramach którego rozegrano półfinały i finał. We wszystkich fazach rywalizacja toczyła się systemem pucharowym, z tym że w ćwierćfinałach odbywały się dwumecze.
Turniej finałowy odbył się w dniach 26-28 marca 2021 roku w hali sportowej „Park” w Strumicy. Puchar Macedonii Północnej zdobył Gio Strumica, który w finale pokonał Universiteti i Tetovës.

## System rozgrywek
Rozgrywki o Puchar Macedonii 2021 składają się z 1/8 finału, ćwierćfinałów oraz turnieju finałowego.
W 1/8 finału uczestniczą drużyny, które w fazie zasadniczej I ligi zajęły miejsca 7-10. Tworzą one pary według klucza: 7-10, 8-9. O awansie decyduje jedno spotkanie. Gospodarzem meczu jest drużyna, która w fazie zasadniczej zajęła wyższe miejsce.
W ćwierćfinałach uczestniczą zwycięzca w parach 1/8 finału oraz drużyny, które w fazie zasadniczej I ligi zajęły miejsca 1-6. W drodze losowania powstają pary meczowe. W losowaniu do drużyn z miejsc 1-4 dolosowywane są pozostałe uczestniczące zespoły. W ramach pary drużyny rozgrywają dwumecz. Awans uzyskuje zespół, który w swojej parze odniósł więcej zwycięstw. Jeżeli obie drużyny wygrały po jednym spotkaniu, o awansie decyduje liczba wygranych setów. Jeżeli obie drużyny wygrają taką samą liczbę setów, o awansie decyduje tzw. złoty set grany do 15 punktów z dwoma punktami przewagi jednej z drużyn. Co do zasady gospodarzem pierwszego spotkania jest drużyna, która w fazie zasadniczej zajęła niższe miejsce, chyba że drużyny ustalą inaczej.
Turniej finałowy składa się z półfinałów i finału. Przed turniejem odbywa się losowanie par półfinałowych. W półfinałach i finale rozgrywane jest jedno spotkanie.

## Drużyny uczestniczące
| I liga (10 drużyn)     | I liga (10 drużyn) |
| ---------------------- | ------------------ |
| Dibra Volej            | 1/8 finału         |
| Gio Strumica           | zwycięstwo         |
| GOK Borec              | ćwierćfinał        |
| Janta Volej            | 1/8 finału         |
| Lirija                 | ćwierćfinał        |
| Shkëndija Tetowo       | półfinał           |
| Sztip UGD              | ćwierćfinał        |
| Universiteti i Tetovës | finał              |
| Wardar Skopje          | półfinał           |
| Wesna Probisztip       | ćwierćfinał        |

## Rozgrywki

### 1/8 finału
| 03.02.2021 19:30 (UTC+1) | Lirija | 3:0 (25:13, 25:11, 25:14) | Dibra Volej | Osnowno ucziliszte „Goce Dełczew”, Tetowo Sędziowie: Nikoła Sazdowski i Orce Ǵorǵiew |

| 03.02.2021 20:00 (UTC+1) | Wesna Probisztip | 3:0 (26:24, 25:19, 25:18) | Janta Volej | Sportska sała „Sofija Petrowska”, Probisztip |

### Ćwierćfinały
|  | Universiteti i Tetovës | 6 – 0 | Wesna Probisztip |  |

| 10.02.2021 18:30 (UTC+1) | Wesna Probisztip | 0:3 (18:25, 12:25, 12:25) | Universiteti i Tetovës | Sportska sała „Sofija Petrowska”, Probisztip Sędziowie: Ǵosze Madżarow i Błagoj Serafimow |

| 10.02.2021 20:30 (UTC+1) | Universiteti i Tetovës | 3:0 (25:7, 25:17, 25:15) | Wesna Probisztip | Sportska sała „Sofija Petrowska”, Probisztip Sędziowie: Błagoj Serafimow i Ǵosze Madżarow |

|  | Gio Strumica | 6 – 1 | Lirija |  |

| 10.02.2021 19:30 (UTC+1) | Lirija | 0:3 (16:25, 14:25, 17:25) | Gio Strumica | Osnowno ucziliszte „Goce Dełczew”, Tetowo Sędziowie: Nikoła Sazdowski i Sławczo Zdraweski |

| 17.02.2021 17:00 (UTC+1) | Gio Strumica | 3:1 (25:17, 26:24, 22:25, 25:17) | Lirija | Sportska sała „Park”, Strumica Sędziowie: Iwan Trajkow i Filip Riczliew |

|  | GOK Borec | 2 – 6 | Shkëndija Tetowo |  |

| 10.02.2021 20:00 (UTC+1) | Shkëndija Tetowo | 3:2 (17:25, 25:21, 25:18, 24:26, 15:9) | GOK Borec | Sredno opsztinsko ucziliszte „Kirił Pejczinowiḱ”, Tetowo Sędziowie: Predrag Serafimowski i Miłan Ristowski |

| 17.02.2021 19:30 (UTC+1) | GOK Borec | 0:3 (22:25, 21:25, 23:25) | Shkëndija Tetowo | Sportska sała „Park”, Strumica Sędziowie: Nikoła Sazdowski i Ałeksandar Cekow |

|  | Wardar Skopje | 6 – 1 | Sztip UGD |  |

| 13.02.2021 19:00 (UTC+1) | Sztip UGD | 0:3 (19:25, 13:25, 24:26) | Wardar Skopje | Sportska sała „Jordan Mijałkow”, Sztip Sędziowie: Iwan Trajkow i Filip Riczliew |

| 17.02.2021 19:00 (UTC+1) | Wardar Skopje | 3:1 (25:7, 22:25, 25:21, 25:21) | Sztip UGD | Sportska sała „Jordan Mijałkow”, Sztip Sędziowie: Ǵosze Madżarow i Błagoj Serafimow |

### Półfinały
| 26.03.2021 16:00 (UTC+1) | Universiteti i Tetovës | 3:0 (25:14, 25:12, 25:21) | Shkëndija Tetowo | Sportska sała „Park”, Strumica Sędziowie: Saszo Nowaczew i Zoran Żabew |

| 26.03.2021 19:00 (UTC+1) | Gio Strumica | 3:0 (25:14, 25:17, 25:16) | Wardar Skopje | Sportska sała „Park”, Strumica Sędziowie: Ałeksandar Cekow i Stojancze Jowczewski |

### Finał
| 28.03.2021 18:00 (UTC+2) | Gio Strumica | 3:1 (18:25, 25:21, 25:20, 25:16) | Universiteti i Tetovës | Sportska sała „Park”, Strumica Sędziowie: Ordancze Ambarkow i Ǵore Zafirow |